# Hadgaon
Hadgaon är en ort i Indien.   Den ligger i distriktet Nanded och delstaten Maharashtra, i den centrala delen av landet, 1 000 km söder om huvudstaden New Delhi. Hadgaon ligger 417 meter över havet och antalet invånare är 26 451.
Terrängen runt Hadgaon är platt. Runt Hadgaon är det ganska tätbefolkat, med 199 invånare per kvadratkilometer. Närmaste större samhälle är Umarkhed, 12,2 km norr om Hadgaon. Trakten runt Hadgaon består till största delen av jordbruksmark.